# Laguna de Bay
Laguna de Bay (en philippin : Lawa ng Bay) est un lac des Philippines, située au sud-est de Manille, sur l'île de Luçon. Il est également riverain des provinces de Rizal sur sa rive nord et Laguna sur sa rive sud.
Avec une superficie de 911 km2, c'est le plus grand lac du pays et le troisième plus grand lac d'eau douce en Asie du Sud-Est après le Tonlé Sap au Cambodge et le lac Toba à Sumatra.
Il est alimenté par 21 rivières différentes et ses eaux se déversent dans la baie de Manille, dont il est séparé par un isthme de moins de 10 km de large, par l'intermédiaire du fleuve Pasig. Au centre du lac se trouve l'île de Talim.